# Прапор Волошинова
Прапор Волошинова — один з офіційних символів села Волошинова, Самбірського району Львівської області.

## Історія
Прапор затвердила ІІ сесія Волошинівської сільської ради 3-го (ХХІІІ) скликання рішенням № 13 від 3 серпня 1998 року.
Автор — Андрій Гречило.

## Опис
Квадратне жовте полотнище, на якому чорна голова вола з червоними очима та рогами, у верхніх кутах — по синій волошці.

## Зміст
Прапор побудований на основі символіки герба поселення. На печатках Волошинова з ХІХ ст. було зображення вола. Дві волошки є асоціативним символом, а також уособлюють два села, підпорядковані сільській раді.
Квадратна форма полотнища відповідає усталеним вимогам для муніципальних прапорів (прапорів міст, селищ і сіл).